# Vámos Sándor
Vámos Sándor (1957 –) magyar multimédia-művész, YouTube-híresség, aki nagy népszerűséget szerzett YouTube-videóival. Vámos Sándor YouTube-csatornájának a videói közül nem egynek több milliós nézettsége van. Néhány perces felvételeiben többek között a lenyűgözően élethű rajzok, optikai illúziók, portrék és rajzfilmfigurák elkészítését láthatják. Vámos Sándor filmjeinek célja, hogy kritikusan szemléljük a világot, a látszat nem a valóság. Szeret vágyat kelteni az emberekben a rajzoláshoz és a festéshez. A világ egyik legnézettebb rajzos csatornája az övé.[forrás?] YouTube-csatornájának neve vamossART. A Magyarországon bejegyzett YouTube-csatornák közül elsőként kapta meg az egymillió követő után járó aranyplakettet.[forrás?]